# Gospel nigeriano
A música gospel é um tipo de música cristã motivacional que se tornou dominante entre as músicas nigerianas. Na década de 1960 o coro da Evangelical Church of West Africa era popular, no início dos anos 1970 Bola Aare, Sola Rotimi, Good Women Choir, Ebenezer Obey e depois Panam Percy Paul, Onyeka Onwenu, Lanre Teriba (ATORISE), Tope Alabi, Asu Ekiye, Keffi e Sammie Okposo eram dignos de destaque. Também no início da década de 1970 e 1980 o coro do arcebispo Benson Idahosa, The Christian Redeemed Voices era conhecido por sua sonoridade gospel.
Existem vários artistas ao redor do mundo que se baseiam no gospel nigeriano e que também são fonte de inspiração para vários outros artistas. Artistas como: Jide Arowolo, Funmi Williams e Oluwakemi do Reino Unido, David Ojo, Gbenga Wise e Osene Odia-Ighodaro dos Estados Unidos, Martin Adu da Holanda e Peter Onu De-Nice da Alemanha.